# Ileana Simziana
Ileana Simziana o Ileana Sînziana (traducida al español como Elena Hadaflora) es un cuento de hadas rumano recogido y escrito por Petre Ispirescu entre 1872 y 1886. Cuenta la historia de una joven, cuyo nombre se desconoce, hija pequeña de un emperador, que se disfraza de hombre y parte para servir a otro emperador, quien le encarga que rescate a su hija, la princesa Ileana. Durante una búsqueda para conseguir el agua bendita, la plegaria de un monje la transforma en hombre, pero no en cualquier hombre, sino en Făt-Frumos (figura del príncipe encantador o príncipe azul), que se casa con Ileana en el final feliz.

## Sinopsis
El cuento presenta a un emperador con tres hijas, que está triste por no tener hijos varones. La hija mayor acude al emperador, le pregunta qué problema tiene y le dice que irá a servir a otro emperador como soldado sólo para hacerle feliz. Entonces, el emperador disfrazado de lobo se presenta ante la hija mayor al cruzar un puente y la hija mayor se asusta y vuelve a palacio. Lo mismo ocurre con la hija media, que también teme al lobo. La hija más pequeña sale de viaje con el viejo caballo de su padre y lo derrota en tres puentes, primero como un viejo, después como un león y después como un dragón hidra de doce cabezas (un balaur).
La joven llega a la corte de un "gran y fuerte emperador" y éste le dice que rescate a Ileana Simziana ("Elena Hadaflora"), su hija, que había sido secuestrada por el gigante. La joven la rescata, y el emperador le pide que recupere su rebaño de yeguas encantadas, cosa que también consigue. Entonces Ileana Simziana pide a la hija del emperador que obtenga el Agua Benedita guardada en una pequeña iglesia sobre el Jordán y custodiada por monjas que no dormían ni de día ni de noche. La joven también lo consigue, pero el monje que cuida de la iglesia ruega a Dios y le pregunta si el ladrón es un hombre para hacerlo mujer y viceversa, para que la princesa se convierta en príncipe - Făt-Frumos . Al final se casa con Ileana Simziana y viven felices para siempre.
Existe una versión en inglés de esta historia, titulada The Girl Who Pretended to be a Boy, que se publicó en 1901 en The Violet Fairy Book de Andrew Lang, y era una traducción al inglés de un cuento del rumano Sept Contes Roumains de 1894 ( Seven Romanian Stories ).  
Existe una variante de Armenia, con el nombre de La chica que se transformó en un niño : en la historia, es la hija del rey, con quien el "héroe" estaba casado, la que ordena a su padre que introduzca al caballero travestido en las peligrosas misiones para eliminarlo. 
En una variante macedonia recogida de Ohrid por el folclorista búlgaro Kuzman Shapkarev con el título "Девойка, престорена на юнак" ("Una chica, simulando que es un niño"), el rey quiere un heredero masculino, pero la reina solo da a luz niñas. Así que disfraza a la más pequeña de niño para apaciguar a su marido. Sus padres lo casan con una princesa, hija de un emperador. En su luna de miel, el príncipe disfrazado pone una espada entre él y la princesa. El Emperador invita a su yerno a participar en un reto para saltar una zanja y domesticar a su jabalí. Impresionado con sus habilidades, el Emperador envía a su yerno a buscar un agua mágica y una calabaza colgada de una cadena entre el cielo y la tierra. Con la ayuda de un caballo que habla, alcanza los objetos y se transforma mágicamente en un hombre. 

## Análisis
En el sistema de clasificación de cuentos populares Aarne–Thompson–Uther, la historia y sus variantes cuentan como tipo de cuento 514, "El cambio de sexo". Los estudiosos a menudo las interpretan como historias de identidad y transición transgénero.